# Apollo (olivo)
Apollo è una nuova varietà toscana di olivo brevettata dalla Azienda Agricola Vivai Attilio Sonnoli di Pescia (PT) nell'ambito di un miglioramento genetico iniziato negli anni '80. Si tratta di un clone della varietà Frantoio, varietà ritenuta una delle migliori in Italia per la qualità dell'olio. 
Apollo fa parte della collezione varietale della Facoltà di Agraria dell'Università degli Studi di Firenze.

## Caratteristiche morfologiche

### Pianta
Di vigore medio-alto, a portamento globoso e chioma di media densità.
Apollo, a differenza del Frantoio, è caratterizzata da maggiore resistenza al freddo e minore sensibilità al cicloconio e alla rogna.

## Caratteristiche fisiologiche
È un clone che entra in produzione al 3º-4º anno con maturazione scalare medio-tardiva; la produzione è del 20-30% superiore al Frantoio, il frutto è più grosso ed ha una migliore qualità dell'olio. Possiede anche una maggiore resistenza al freddo, alla rogna e all'occhio di pavone. Inoltre la resa in olio è del 15-18%.

## Caratteristiche dell'olio
Appartiene alla categoria "fruttato medio", con acido oleico alto (75-80%), fruttato amaro e piccante tipico della varietà Frantoio; voto al Panel Test: 7-7,5.

## Giudizio complessivo
È un clone nettamente distinguibile all'interno della "famiglia" dei Frantoio, con una abbondante e regolare produttività. La struttura della pianta e la fruttificazione lo rendono idoneo alla raccolta meccanica con scuotitori. Particolarmente adatto per ambienti freddi e umidi. Le caratteristiche morfologiche, fisiologiche e dell'olio possono variare secondo l'ambiente e le cure colturali.